# Spilosoma puella
Spilosoma puella är en fjärilsart som beskrevs av Druce 1898. Spilosoma puella ingår i släktet Spilosoma och familjen björnspinnare. Inga underarter finns listade i Catalogue of Life.